# Языки Кыргызстана
Государственным языком Кыргызстана являются кыргызский, статус официального в стране имеет также и русский. Оба языка используются в государственном и муниципальном управлении, образовании и средствах массовой информации.

## Киргизский язык
Киргизский язык является автохтонным языком горных и долинных районов Тянь-Шаня, Памиро-Алая и Памира, куда предки киргизов переселились из Южной Сибири в XV веке. В конце ХХ—начале XXI веков укрепил свой ареал внутри страны за счёт миграции селян в города.

## Русский язык
По данным последней переписи 2009 года, о своём владении русским языком заявило 48 % населения страны. Географически русский язык более распространен в Чуйской области.
Русский язык занимает важное место в системе образования республики. Он преобладает на дошкольной (65 %) и высшей (до 90 %) ступенях. При этом среднее образование на русском языке получают 17,9 % учащихся. Со второй половины 1990-х годов большинство обучающихся на русском детей не являются этническими русскими. Несмотря на это, количество школ с русским языком обучения в республике увеличилось со 143 в 2002 году до 203 в 2012 году. Русскоязычные школы составляют 9,14 % от общего числа средних школ республики. При этом растёт и количество смешанных школ, то есть тех, где имеются русскоязычные классы или преподаются отдельные предметы на русском языке. Таким образом, каждый четвёртый ребёнок в Кыргызстане полностью или частично получает школьное образование на русском языке.

## Узбекский язык
Узбекский язык традиционно распространён в приграничных с Узбекистаном районах Кыргызстана. Он не имеет официального статуса на общенациональном уровне, однако со времён СССР в отдельных регионах Кыргызстана сохраняется некоторое количество государственных школ или классов с преподаванием на узбекском языке.

## Данные переписи 2009 года
| Язык       | Носителей (как родного) | Носителей (как второго) | Всего говорящих | Процент владеющих от всего населения |
| ---------- | ----------------------- | ----------------------- | --------------- | ------------------------------------ |
| Киргизский | 3 830 556               | 271 187                 | 4 101 743       | 76,49 %                              |
| Узбекский  | 772 561                 | 97 753                  | 870 314         | 16,23 %                              |
| Русский    | 482 252                 | 2 109 393               | 2 591 645       | 48,33 %                              |
| Дунганский | 56 260                  | неизвестно              | 56 260          | 1,05 %                               |
| Таджикский | 42 324                  | неизвестно              | 42 324          | 0,79 %                               |
| Уйгурский  | 37 277                  | неизвестно              | 37 277          | 0,7 %                                |
| Английский | неизвестно              | 28 408                  | 28 408          | 0,53 %                               |